# Ітака (Мічиган)
Ітака (англ. Ithaca) — місто (англ. city) в США, в окрузі Грешіт штату Мічиган. Населення — 2853 особи (2020).

## Географія
Ітака розташована за координатами 43°17′32″ пн. ш. 84°35′55″ зх. д. / 43.29222° пн. ш. 84.59861° зх. д. (43.292319, -84.598559).  За даними Бюро перепису населення США в 2010 році місто мало площу 13,68 км², з яких 13,55 км² — суходіл та 0,14 км² — водойми. В 2017 році площа становила 14,85 км², з яких 14,44 км² — суходіл та 0,41 км² — водойми.

## Демографія
Згідно з переписом 2010 року, у місті мешкало 2910 осіб у 1188 домогосподарствах у складі 765 родин. Густота населення становила 213 особи/км².  Було 1293 помешкання (95/км²).
Расовий склад населення:
| - 94,7 % — білих - 0,9 % — корінних американців - 0,6 % — азіатів - 0,5 % — чорних або афроамериканців - 1,5 % — осіб інших рас |

До двох чи більше рас належало 1,8 %. Частка іспаномовних становила 6,2 % від усіх жителів.
За віковим діапазоном населення розподілялося таким чином: 23,9 % — особи молодші 18 років, 60,9 % — особи у віці 18—64 років, 15,2 % — особи у віці 65 років та старші. Медіана віку мешканця становила 39,2 року. На 100 осіб жіночої статі у місті припадало 90,6 чоловіків;  на 100 жінок у віці від 18 років та старших — 86,6 чоловіків також старших 18 років.
Середній дохід на одне домашнє господарство  становив 52 779 доларів США (медіана — 39 363), а середній дохід на одну сім'ю — 63 824 долари (медіана — 48 633). Медіана доходів становила 43 750 доларів для чоловіків та 28 299 доларів для жінок. За межею бідності перебувало 15,9 % осіб, у тому числі 24,7 % дітей у віці до 18 років та 11,9 % осіб у віці 65 років та старших.
Цивільне працевлаштоване населення становило 1356 осіб. Основні галузі зайнятості: освіта, охорона здоров'я та соціальна допомога — 28,1 %, виробництво — 19,8 %, публічна адміністрація — 12,2 %, мистецтво, розваги та відпочинок — 7,8 %.